# 胶东国
胶东国，楚汉之际到西汉时期的封国，胶东国历经多次废立。都城即墨（今山东省平度市东）。

## 历史
前206年正月，项羽分封诸侯，齐国一分为三：以田都为齊王，田安为济北王，田市为胶东王。田荣一统三齊。
汉文帝十六年(前16年)，置胶东国，立悼惠王之子刘雄渠为胶东王，都即墨。汉景帝三年(前154年)，刘雄渠因参与七国之乱，胶东国除，其地分为胶东郡与东莱郡。
汉景帝四年(前153)，复以胶东郡置胶东国，封刘彻为胶东王。因刘彻年少，未就国。前150年，刘彻被立为太子，国除。前148年，复置胶东国，封刘寄为胶东王。王莽始建国元年(9年)，废胶东国，置郁秩郡。

## 胶东王
1. 田市 前206年
2. 刘雄渠 前164年－前153年
3. 刘彻 前153年－前150年
4. 刘寄 前148年－前121年